# Bắc Ostrobothnia
Bắc Ostrobothnia là một vùng thuộc miền trung Phần Lan, thủ phủ là thành phố Oulu. Vùng Bắc Ostrobothnia là vùng có diện tích lớn thứ 2 trong cả nước, chỉ đứng sau vùng Lapland. Lãnh thổ Bắc Ostrobothnia tiếp giáp với vịnh Bothnia về phía tây và biên giới Phần Lan-Nga về phía đông. Năm 2023, dân số toàn vùng xếp thứ 4 trong toàn quốc, với 416,803 người, mật độ dân số là 11.32 người/km². Bắc Ostrobothnia, bên cạnh hai vùng Uusimaa và Pirkanmaa, là một trong số các vùng có tỷ lệ tăng dân số cao nhất Phần Lan do có phần lớn dân cư là người theo phong trào phục hưng Laestadius Bảo thủ ưa thích sống trong các gia đình nhiều thế hệ.
Vùng Bắc Ostrobothnia tiếp giáp với:
- vùng Lapland về phía bắc;
- vùng Kainuu và Liên bang Nga về phía đông;
- các vùng Bắc Savo, Trung Phần Lan và Trung Ostrobothnia về phía nam;
- vịnh Bothnia về phía tây.

## Lịch sử

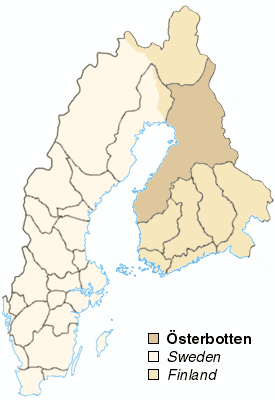
Bản đồ Phần Lan và Thụy Điển, trong đó tỉnh Ostrobothnia cũ (thuộc Phần Lan) được tô màu nâu đậm.

Vùng Bắc Ostrobothnia hiện nay thuộc tỉnh Ostrobothnia cũ–một vùng đất lịch sử rộng lớn bao trùm lãnh thổ mà hiện nay thuộc các vùng Kainuu, Ostrobothnia, Bắc, Trung, Nam Ostrobothnia và một phần của vùng Lapland. Con người định cư tại Bắc Ostrobothnia sớm nhất là từ thời đại đồ đá giữa, chủ yếu là người Tavastia di cư dọc theo bờ biển lên phía bắc. Người Tavastia trong quá trình di cư của mình đã bị thu hút bởi lông thú cùng đất đai màu mỡ của vùng đất này và rồi quyết định mang nghề trồng trọt đến đây để canh tác. Người dân chuyển về vùng duyên hải vịnh Bothnia sinh sống ngày càng đông và thành lập nhiều khu định cư vào thế kỷ 14, sau khi Hòa ước Nöteborg được ký giữa vương quốc Thụy Điển và cộng hòa Novgorod. Kitô giáo cũng trở thành tôn giáo chính của vùng vào khoảng thời gian này. Trong hai thế kỷ 15 và thế kỷ 16, Moskva thường gây chiến tranh với Thụy Điển để giành quyền kiểm soát vịnh Bothnia, biến Bắc Ostrobothnia thành mục tiêu của nhiều cuộc tấn công và cướp bóc. Năm 1590, lâu đài Oulu được dựng lên tại cửa sông Oulu. Thành phố Oulu được thành lập vào đầu thế kỷ 17 và phát triển trên vùng đất này kể từ đó.
Người dân vùng Bắc Ostrobothnia từng kiếm sống chủ yếu bằng nghề đóng tàu và vận tải đường biển trong một khoảng thời gian dài. Cộng đồng người dần dần di cư vào sâu trong đất liền, sống men theo hai bên các con sông  trong khu vực, nơi có nhiều ngư trường tạo điều kiện cho việc đánh bắt thủy sản. Dần dần ngày càng nhiều trạm giao thương lớn nhỏ được thương nhân dựng lên dọc hai bờ sông, vận chuyển chủ yếu một số hàng hóa như gỗ và hắc ín. Ngành chăn nuôi và lâm nghiệp (chủ yếu là chưng cất gỗ) cũng ngày càng phổ biến hơn. Đến thế kỷ 19, nền công nghiệp quy mô lớn đã được hình thành tại Bắc Ostrobothnia, đặc biệt là ngành công nghiệp gỗ xẻ.

## Tự nhiên

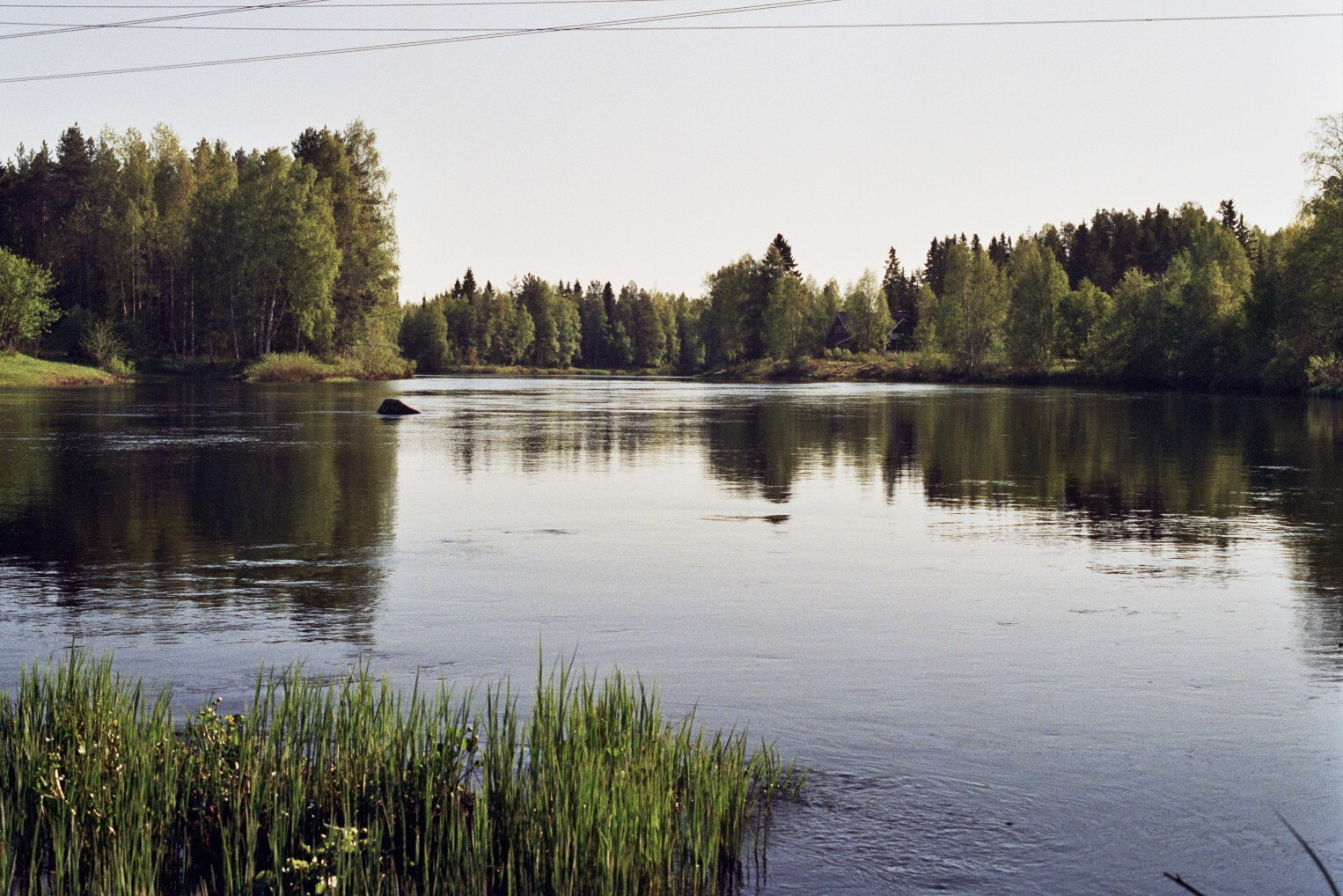
Sông Kiiminkijoki chảy qua thị trấn Kiiminki (nay thuộc thành phố Oulu)

Phong cảnh thiên nhiên chủ yếu của vùng Bắc Ostrobothnia bao gồm:
- dải đất ven biển bằng phẳng có nhiều nhánh sông đâm ra biển Baltic;
- vùng đầm lầy cỏ Suomenselkä;
- vùng cao nguyên Koillismaa.

### Địa hình
Địa hình toàn vùng không bằng phẳng và đa dạng, trải dài từ biên giới phía đông sang biên giới phía tây theo hướng chảy của các thủy vực. Địa hình lên cao thoai thoải gần các thung lũng thuộc khu vực sông Kalajoki, Siikajoki và Oulujoki và chỉ đạt độ cao trên 100 mét so với mực nước biển khi đi vào sâu trong đất liền khoảng 100 km. Tuy nhiên khu vực giữa hai sông Pyhäjoki và Siikajoki thuộc thị trấn Vihanti (nay thuộc thành phố Raahe) có độ cao trên 100 mét so với mực nước biển nhưng cách vịnh Bothnia chỉ vài chục kilômét.

## Hành chính
Từ năm 2016 trở đi, vùng Bắc Ostrobothnia bao gồm 30 khu tự quản, trong đó có 11 thành phố (in đậm) và 20 huyện. Huyện Vaala được sáp nhập vào vùng vào năm 2016 và là khu tự quản mới nhất của vùng. Vị trí thủ phủ của các khu tự quản được biểu thị bằng những chấm nhỏ trên bản đồ. 
| | Phó vùng             | Thành thị   | Phó vùng          | Thành thị  |
| --- | -------------------- | ----------- | ----------------- | ---------- |
| OuluRaaheKempeleKuusamoYlivieskaKalajokiNivalaLiminkaIiPudasjärvi OulainenHaapajärvi Haapavesi TyrnäväSiikalatva Pyhäjärvi SiikajokiSieviTaivalkoskiPyhäjokiReisjärvi UtajärviMuhosKärsämäkiAlavieskaLumijoki PyhäntäVaalaMerijärviHailuotoVịnh BothniaBắc SavoTrung Phần LanTrung OstrobothniaLaplandKainuuLB Nga Cộng hòa KareliyaThành thị trên 100000 dân 10000 tới 30000 dân 3000 tới 10000 dân dưới 3000 dân Bản đồ vùng Bắc Ostrobothnia cùng các thành thị | Koillismaa           | Kuusamo     | Oulunkaari        | Ii         |
| OuluRaaheKempeleKuusamoYlivieskaKalajokiNivalaLiminkaIiPudasjärvi OulainenHaapajärvi Haapavesi TyrnäväSiikalatva Pyhäjärvi SiikajokiSieviTaivalkoskiPyhäjokiReisjärvi UtajärviMuhosKärsämäkiAlavieskaLumijoki PyhäntäVaalaMerijärviHailuotoVịnh BothniaBắc SavoTrung Phần LanTrung OstrobothniaLaplandKainuuLB Nga Cộng hòa KareliyaThành thị trên 100000 dân 10000 tới 30000 dân 3000 tới 10000 dân dưới 3000 dân Bản đồ vùng Bắc Ostrobothnia cùng các thành thị | Koillismaa           | Taivalkoski | Oulunkaari        | Pudasjärvi |
| OuluRaaheKempeleKuusamoYlivieskaKalajokiNivalaLiminkaIiPudasjärvi OulainenHaapajärvi Haapavesi TyrnäväSiikalatva Pyhäjärvi SiikajokiSieviTaivalkoskiPyhäjokiReisjärvi UtajärviMuhosKärsämäkiAlavieskaLumijoki PyhäntäVaalaMerijärviHailuotoVịnh BothniaBắc SavoTrung Phần LanTrung OstrobothniaLaplandKainuuLB Nga Cộng hòa KareliyaThành thị trên 100000 dân 10000 tới 30000 dân 3000 tới 10000 dân dưới 3000 dân Bản đồ vùng Bắc Ostrobothnia cùng các thành thị | Oulu                 | Hailuoto    | Oulunkaari        | Utajärvi   |
| OuluRaaheKempeleKuusamoYlivieskaKalajokiNivalaLiminkaIiPudasjärvi OulainenHaapajärvi Haapavesi TyrnäväSiikalatva Pyhäjärvi SiikajokiSieviTaivalkoskiPyhäjokiReisjärvi UtajärviMuhosKärsämäkiAlavieskaLumijoki PyhäntäVaalaMerijärviHailuotoVịnh BothniaBắc SavoTrung Phần LanTrung OstrobothniaLaplandKainuuLB Nga Cộng hòa KareliyaThành thị trên 100000 dân 10000 tới 30000 dân 3000 tới 10000 dân dưới 3000 dân Bản đồ vùng Bắc Ostrobothnia cùng các thành thị | Oulu                 | Kempele     | Oulunkaari        | Vaala      |
| OuluRaaheKempeleKuusamoYlivieskaKalajokiNivalaLiminkaIiPudasjärvi OulainenHaapajärvi Haapavesi TyrnäväSiikalatva Pyhäjärvi SiikajokiSieviTaivalkoskiPyhäjokiReisjärvi UtajärviMuhosKärsämäkiAlavieskaLumijoki PyhäntäVaalaMerijärviHailuotoVịnh BothniaBắc SavoTrung Phần LanTrung OstrobothniaLaplandKainuuLB Nga Cộng hòa KareliyaThành thị trên 100000 dân 10000 tới 30000 dân 3000 tới 10000 dân dưới 3000 dân Bản đồ vùng Bắc Ostrobothnia cùng các thành thị | Oulu                 | Liminka     | Ylivieska         | Alavieska  |
| OuluRaaheKempeleKuusamoYlivieskaKalajokiNivalaLiminkaIiPudasjärvi OulainenHaapajärvi Haapavesi TyrnäväSiikalatva Pyhäjärvi SiikajokiSieviTaivalkoskiPyhäjokiReisjärvi UtajärviMuhosKärsämäkiAlavieskaLumijoki PyhäntäVaalaMerijärviHailuotoVịnh BothniaBắc SavoTrung Phần LanTrung OstrobothniaLaplandKainuuLB Nga Cộng hòa KareliyaThành thị trên 100000 dân 10000 tới 30000 dân 3000 tới 10000 dân dưới 3000 dân Bản đồ vùng Bắc Ostrobothnia cùng các thành thị | Oulu                 | Lumijoki    | Ylivieska         | Kalajoki   |
| OuluRaaheKempeleKuusamoYlivieskaKalajokiNivalaLiminkaIiPudasjärvi OulainenHaapajärvi Haapavesi TyrnäväSiikalatva Pyhäjärvi SiikajokiSieviTaivalkoskiPyhäjokiReisjärvi UtajärviMuhosKärsämäkiAlavieskaLumijoki PyhäntäVaalaMerijärviHailuotoVịnh BothniaBắc SavoTrung Phần LanTrung OstrobothniaLaplandKainuuLB Nga Cộng hòa KareliyaThành thị trên 100000 dân 10000 tới 30000 dân 3000 tới 10000 dân dưới 3000 dân Bản đồ vùng Bắc Ostrobothnia cùng các thành thị | Oulu                 | Muhos       | Ylivieska         | Merijärvi  |
| OuluRaaheKempeleKuusamoYlivieskaKalajokiNivalaLiminkaIiPudasjärvi OulainenHaapajärvi Haapavesi TyrnäväSiikalatva Pyhäjärvi SiikajokiSieviTaivalkoskiPyhäjokiReisjärvi UtajärviMuhosKärsämäkiAlavieskaLumijoki PyhäntäVaalaMerijärviHailuotoVịnh BothniaBắc SavoTrung Phần LanTrung OstrobothniaLaplandKainuuLB Nga Cộng hòa KareliyaThành thị trên 100000 dân 10000 tới 30000 dân 3000 tới 10000 dân dưới 3000 dân Bản đồ vùng Bắc Ostrobothnia cùng các thành thị | Oulu                 | Oulu        | Ylivieska         | Oulainen   |
| OuluRaaheKempeleKuusamoYlivieskaKalajokiNivalaLiminkaIiPudasjärvi OulainenHaapajärvi Haapavesi TyrnäväSiikalatva Pyhäjärvi SiikajokiSieviTaivalkoskiPyhäjokiReisjärvi UtajärviMuhosKärsämäkiAlavieskaLumijoki PyhäntäVaalaMerijärviHailuotoVịnh BothniaBắc SavoTrung Phần LanTrung OstrobothniaLaplandKainuuLB Nga Cộng hòa KareliyaThành thị trên 100000 dân 10000 tới 30000 dân 3000 tới 10000 dân dưới 3000 dân Bản đồ vùng Bắc Ostrobothnia cùng các thành thị | Oulu                 | Tyrnävä     | Ylivieska         | Sievi      |
| OuluRaaheKempeleKuusamoYlivieskaKalajokiNivalaLiminkaIiPudasjärvi OulainenHaapajärvi Haapavesi TyrnäväSiikalatva Pyhäjärvi SiikajokiSieviTaivalkoskiPyhäjokiReisjärvi UtajärviMuhosKärsämäkiAlavieskaLumijoki PyhäntäVaalaMerijärviHailuotoVịnh BothniaBắc SavoTrung Phần LanTrung OstrobothniaLaplandKainuuLB Nga Cộng hòa KareliyaThành thị trên 100000 dân 10000 tới 30000 dân 3000 tới 10000 dân dưới 3000 dân Bản đồ vùng Bắc Ostrobothnia cùng các thành thị | Raahe                | Pyhäjoki    | Ylivieska         | Ylivieska  |
| OuluRaaheKempeleKuusamoYlivieskaKalajokiNivalaLiminkaIiPudasjärvi OulainenHaapajärvi Haapavesi TyrnäväSiikalatva Pyhäjärvi SiikajokiSieviTaivalkoskiPyhäjokiReisjärvi UtajärviMuhosKärsämäkiAlavieskaLumijoki PyhäntäVaalaMerijärviHailuotoVịnh BothniaBắc SavoTrung Phần LanTrung OstrobothniaLaplandKainuuLB Nga Cộng hòa KareliyaThành thị trên 100000 dân 10000 tới 30000 dân 3000 tới 10000 dân dưới 3000 dân Bản đồ vùng Bắc Ostrobothnia cùng các thành thị | Raahe                | Raahe       | Nivala-Haapajärvi | Haapajärvi |
| OuluRaaheKempeleKuusamoYlivieskaKalajokiNivalaLiminkaIiPudasjärvi OulainenHaapajärvi Haapavesi TyrnäväSiikalatva Pyhäjärvi SiikajokiSieviTaivalkoskiPyhäjokiReisjärvi UtajärviMuhosKärsämäkiAlavieskaLumijoki PyhäntäVaalaMerijärviHailuotoVịnh BothniaBắc SavoTrung Phần LanTrung OstrobothniaLaplandKainuuLB Nga Cộng hòa KareliyaThành thị trên 100000 dân 10000 tới 30000 dân 3000 tới 10000 dân dưới 3000 dân Bản đồ vùng Bắc Ostrobothnia cùng các thành thị | Raahe                | Siikajoki   | Nivala-Haapajärvi | Kärsämäki  |
| OuluRaaheKempeleKuusamoYlivieskaKalajokiNivalaLiminkaIiPudasjärvi OulainenHaapajärvi Haapavesi TyrnäväSiikalatva Pyhäjärvi SiikajokiSieviTaivalkoskiPyhäjokiReisjärvi UtajärviMuhosKärsämäkiAlavieskaLumijoki PyhäntäVaalaMerijärviHailuotoVịnh BothniaBắc SavoTrung Phần LanTrung OstrobothniaLaplandKainuuLB Nga Cộng hòa KareliyaThành thị trên 100000 dân 10000 tới 30000 dân 3000 tới 10000 dân dưới 3000 dân Bản đồ vùng Bắc Ostrobothnia cùng các thành thị | Haapavesi-Siikalatva | Haapavesi   | Nivala-Haapajärvi | Nivala     |
| OuluRaaheKempeleKuusamoYlivieskaKalajokiNivalaLiminkaIiPudasjärvi OulainenHaapajärvi Haapavesi TyrnäväSiikalatva Pyhäjärvi SiikajokiSieviTaivalkoskiPyhäjokiReisjärvi UtajärviMuhosKärsämäkiAlavieskaLumijoki PyhäntäVaalaMerijärviHailuotoVịnh BothniaBắc SavoTrung Phần LanTrung OstrobothniaLaplandKainuuLB Nga Cộng hòa KareliyaThành thị trên 100000 dân 10000 tới 30000 dân 3000 tới 10000 dân dưới 3000 dân Bản đồ vùng Bắc Ostrobothnia cùng các thành thị | Haapavesi-Siikalatva | Pyhäntä     | Nivala-Haapajärvi | Pyhäjärvi  |
| OuluRaaheKempeleKuusamoYlivieskaKalajokiNivalaLiminkaIiPudasjärvi OulainenHaapajärvi Haapavesi TyrnäväSiikalatva Pyhäjärvi SiikajokiSieviTaivalkoskiPyhäjokiReisjärvi UtajärviMuhosKärsämäkiAlavieskaLumijoki PyhäntäVaalaMerijärviHailuotoVịnh BothniaBắc SavoTrung Phần LanTrung OstrobothniaLaplandKainuuLB Nga Cộng hòa KareliyaThành thị trên 100000 dân 10000 tới 30000 dân 3000 tới 10000 dân dưới 3000 dân Bản đồ vùng Bắc Ostrobothnia cùng các thành thị | Haapavesi-Siikalatva | Siikalatva  | Nivala-Haapajärvi | Reisjärvi  |

## Dân số
Biểu đồ dưới thể hiện dân số sau mỗi năm năm của vùng Bắc Ostrobothnia (bao gồm cả dân số huyện Vaala) trong giai đoạn 1980–2020.
| \| Dân số vùng Bắc Ostrobothnia giai đoạn 1980–2020 \| Dân số vùng Bắc Ostrobothnia giai đoạn 1980–2020 \| Dân số vùng Bắc Ostrobothnia giai đoạn 1980–2020 \| Dân số vùng Bắc Ostrobothnia giai đoạn 1980–2020 \| Dân số vùng Bắc Ostrobothnia giai đoạn 1980–2020 \| \| ------------------------------------------------ \| ------------------------------------------------ \| ------------------------------------------------ \| ------------------------------------------------ \| ------------------------------------------------ \| \| Năm \| Năm \| \| Dân số (người) \| Dân số (người) \| \| 1980 \| 1980 \| \| 325,735 \| 325,735 \| \| 1985 \| 1985 \| \| 340,863 \| 340,863 \| \| 1990 \| 1990 \| \| 350,799 \| 350,799 \| \| 1995 \| 1995 \| \| 364,443 \| 364,443 \| \| 2000 \| 2000 \| \| 372,639 \| 372,639 \| \| 2005 \| 2005 \| \| 384,808 \| 384,808 \| \| 2010 \| 2010 \| \| 398,335 \| 398,335 \| \| 2015 \| 2015 \| \| 410,054 \| 410,054 \| \| 2020 \| 2020 \| \| 412,990 \| 412,990 \| \| Nguồn: Tổng cục Thống kê Phần Lan.[2] \| \| \| \| \| |      |  |                |                |
| Dân số vùng Bắc Ostrobothnia giai đoạn 1980–2020 |      |  |                |                |
| Năm | Năm  |  | Dân số (người) | Dân số (người) |
| 1980 | 1980 |  | 325,735        | 325,735        |
| 1985 | 1985 |  | 340,863        | 340,863        |
| 1990 | 1990 |  | 350,799        | 350,799        |
| 1995 | 1995 |  | 364,443        | 364,443        |
| 2000 | 2000 |  | 372,639        | 372,639        |
| 2005 | 2005 |  | 384,808        | 384,808        |
| 2010 | 2010 |  | 398,335        | 398,335        |
| 2015 | 2015 |  | 410,054        | 410,054        |
| 2020 | 2020 |  | 412,990        | 412,990        |
| Nguồn: Tổng cục Thống kê Phần Lan. |      |  |                |                |